# 4756 Asaramas
4756 Asaramas (1950 HJ) là một tiểu hành tinh vành đai chính được phát hiện ngày 21 tháng 4 năm 1950 bởi La Plata Observatory ở La Plata. Its name is in honor of the Argentinian Society "Friends of Astronomy" (Asociación Argentina Amigos de la Astronomía in Spanish), an Argentinian amateur astronomical society.